# 리나 바스켓
리나 바스켓(Lina Basquette, 1907년 4월 19일 ~ 1994년 9월 30일)은 미국의 배우이다.

## 출연 작품
- 포맨 앤 프레어 (1938)
- 누스 (1928)